# Giuseppe Benedetto Cottolengo
José Benedito Cottolengo (3 de maio de 1786 – 30 de abril de 1842) foi o fundador da Casa da Divina Providência e é um santo da Igreja Católica Romana. 

## Vida
José Benedito Cottolengo nasceu em 3 de maio de 1786 em uma família de classe média, em Bra, então no Reino da Sardenha. O mais velho de doze filhos (seis dos quais morreram na infância), em 2 de outubro de 1802, tornou-se terciário franciscano. Em 1805, ele entrou no seminário em Asti. Dois anos depois, foi fechado e ele foi forçado a continuar seus estudos em casa. Cottolengo foi ordenado sacerdote em 8 de junho de 1811.
Designado como curador de Corneliano D'Alba, concluiu seu doutorado em teologia em Turim e em 1818 foi aceito como cânone da Basílica de Corpus Domini, em Turim. Canon Cottolengo doou todos os seus dons, doações, honorários para a pregação e a Missa confere aos pobres. 
Na época, Turim ainda estava se recuperando da ocupação francesa e sob a pressão de intensa imigração do interior, o que causou sérios problemas sociais e pobreza. A cidade estava cheia de pauperismo e mendicância, analfabetismo e epidemias recorrentes, numerosos nascimentos ilegítimos e alta mortalidade infantil. Aos 41 anos, depois de ler a vida de São Vicente de Paulo, ele entendeu que sua verdadeira vocação era a da caridade.
Nessa época, Cottolengo frequentava uma família que viajava de Lyon para Milão. A mãe grávida estava doente e não foi aceita no Hospital Maggiore por ter tuberculose. Tampouco poderia ir à maternidade por estar com febre e os regulamentos proibidos de admitir qualquer pessoa que pudesse ser infecciosa. Cottolengo deu os últimos ritos à mãe e batizou seu filho antes que ele morresse. Afetado pela cena e pelos gritos dos filhos sobreviventes, Cottolengo vendeu tudo o que possuía, incluindo sua capa, e alugou dois quartos. Ele iniciou seu novo trabalho em 17 de janeiro de 1828, oferecendo acomodação gratuita a um idoso paralítico. Em pouco tempo, as instalações se transformaram em um centro de hospitalidade para pessoas que não eram aceitas em hospitais. Ele veio a ser assistido pelo Dr. Lorenzo Granetti, pelo farmacêutico Paul Royal Anglesio e as doze "Damas da Caridade", sob a direção da viúva rica Marianna Nasi, que visitou os doentes.
Quando a cólera eclodiu em 1831, o pequeno hospital foi fechado pelas autoridades como precaução por medo de contágio. Cottolengo então comprou uma casa em Valdocco, nos arredores da cidade, e se mudou para lá com duas freiras e um paciente com câncer. Este foi o começo da "Pequena Casa da Divina Providência". Devido à generosidade de vários benfeitores, especialmente Cavalier Ferrero, ele logo conseguiu estabelecer um orfanato. 
Ele também fundou mosteiros, conventos, comunidades de padres, comunidades de irmãos e grupos organizados de voluntários leigos. Seu legado de caridade está hoje no coração da cidade de Turim como um sinal do que significa amar e servir os outros de maneira evangélica. 
Hoje, os Padres, Irmãs e Irmãos de Cottolengo ainda trabalham juntos em atividades focadas na comunicação do amor de Deus pelos mais pobres. Eles estão espalhados por todo o mundo: Equador, Índia, Itália, Quênia, Suíça, Tanzânia e Estados Unidos. 
Don Cottolengo contraiu febre tifoide enquanto ajudava seus pacientes e morreu em Chieri, Piemonte, em 30 de abril de 1842. Cottolengo foi beatificado pelo Papa Bento XV em 1917 e foi canonizado pelo Papa Pio XI em 1934. Seu dia de festa é comemorado em 30 de abril. 
José Benedito Cottolengo foi alistado entre os santos da caridade pelo Papa Bento XVI em sua encíclica Deus Caritas Est. 
A paróquia de São José Benedito Cottolengo está localizada em Grosseto, Itália.
Há uma Via San Giuseppe Benedetto Cottolengo em Pisa. Uma das instituições de caridade mais importantes do Brasil Central é o Instituto São José Bento Cotollengo, em Trindade, Goiás. 

## Na cultura popular
No filme italiano de 2006 Una cosa in mente. Giuseppe Benedetto Cottolengo ("Uma coisa em mente: José Benedito Cottolengo"), Cottolengo é interpretado por Massimo Wertmuller.
 

São Giuseppe é um personagem do livro de Bruce Marshall, The Divided Lady.